# Sexus et politica
Sexus et politica è un album di Giorgio Gaber pubblicato nel 1970.

## Il disco
È l'unico album di Gaber dove lui è solo interprete e non autore: tutte le canzoni del disco sono scritte da Virgilio Savona del Quartetto Cetra, che per i testi si ispirò a testi di autori della letteratura latina.
Registrato al Sound Studio della Vedette a Cinelandia (Milano) l'11, il 12 e il 16 febbraio 1970, il tecnico del suono è Severino Pecchenini, mentre la copertina è curata da Domizia Gandolfi.
Tre delle canzoni contenute nell'album, Il tavolo d'avorio, Ragiona amico mio e Prova a pesare Annibale, registrate a suo tempo anche dal loro autore originale, sono state poi inserite nell'album antologico Cose delicate, del 2005.

## Tracce
Lato A
1. La pallida morte (da Quinto Orazio Flacco, ode I, 4)
2. I magistrati (da Gaio Tizio, frammenti)
3. Corinna (da Publio Ovidio Nasone, Amores, I, elegia V)
4. È già nostro nemico (da Marco Porcio Catone, Discorsi: Guerra contro Cartagine)
5. Prova a pesare Annibale (da Decimo Giunio Giovenale, satira X)
6. Non sanno (da Sesto Properzio, II, elegia XX)

Lato B
1. Ragiona amico mio (da Marco Aurelio Antonino, A sé stesso, IV)
2. Dove andate? (da Quinto Orazio Flacco, epodo VII)
3. Donne credetemi (da Publio Ovidio Nasone, Ars amandi, III)
4. Anche se sei compaesano di Ponzio e di Tritano (da Gaio Lucilio, frammenti)
5. Il tavolo d'avorio (da Decimo Giunio Giovenale, satira XI)
6. È inutile piangere (da Sesto Properzio, I, elegia XI)

## Formazione
- Giorgio Gaber – voce
- Giorgio Casellato – tastiera, arrangiamenti
- Giancarlo Ratti – percussioni
- Bruno Crovetto – contrabbasso
- Ivo Meletti – chitarra a 12 corde
- Veraldo Polini – chitarra
- Renata Ferri – flauto